# Edouard De Jaegher

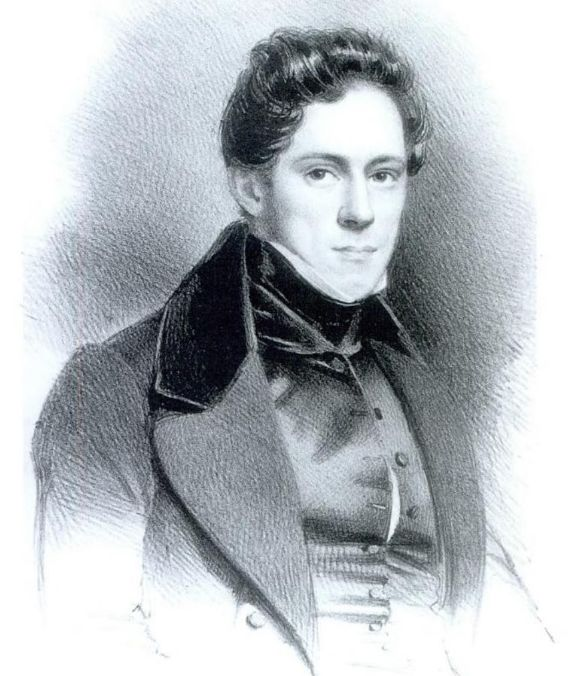

Edouard Joseph Donatien De Jaegher  (Brugge, 25 juli 1806 - Ukkel, 6 maart 1883) was een Belgisch volksvertegenwoordiger. 

## Levensloop
De Jaegher was een zoon van de koopman Luc De Jaegher en van Marie Ysenbrant. Hij trouwde met Louise de Cock en werd de schoonzoon van Auguste de Cock.
De Jaegher was diplomaat en werd attaché bij de Zending in Nederlands-Indië (1825). Na de Belgische Revolutie werd hij arrondissementscommissaris in Eeklo (1830-1832), Oudenaarde (1832-1839) en Bergen (januari - juni 1839). 
In 1835 werd De Jaegher verkozen tot katholiek volksvertegenwoordiger voor het arrondissement Oudenaarde en vervulde dit ambt tot in 1839.
Hij werd zaakgelastigde (1839-1844) in Rio de Janeiro en Stockholm (1844-1847). Vervolgens werd hij minister in Madrid (1847-1848).
Van 1848 tot 1871 was hij gouverneur van de provincie Oost-Vlaanderen.